# عبد القادر سعيد
عبد القادر سعيد ويشتهر عبد السعيد (مواليد 11 يونيو 1989) هو فارس مصري، مثّل بلاده في الألعاب الأولمبية الصيفية 2020.

## المشاركة الأولمبية
| مصر (EGY)  | مصر (EGY)                                 | مصر (EGY)                                           | مصر (EGY)                       | مصر (EGY) | مصر (EGY) | مصر (EGY)  | مصر (EGY)  |
| الدورة     | الرياضيّ/الفريق                            | الحصان                                              | الحدث                           | التصفيات  | التصفيات  | النهائي    | النهائي    |
| الدورة     | الرياضيّ/الفريق                            | الحصان                                              | الحدث                           | الأخطاء   | الترتيب   | الأخطاء    | الترتيب    |
| ---------- | ----------------------------------------- | --------------------------------------------------- | ------------------------------- | --------- | --------- | ---------- | ---------- |
| طوكيو 2020 | عبد القادر سعيد                           | باندت سافوي                                         | قفز الحواجز – فردي [الإنجليزية] | 15        | 62        | لم يتأهل   | لم يتأهل   |
| طوكيو 2020 | نائل نصار عبد القادر سعيد محمد طاهر زيادة | إيغور فان دي ويتمور باندت سافوي غالانثوس إس إتش كيه | قفز الحواجز – فرق [الإنجليزية]  | 29        | 11        | لم يتأهلوا | لم يتأهلوا |

## روابط خارجية
عبد القادر سعيد على موقع الاتحاد الدولي للفروسية (الإنجليزية)
- عبد القادر سعيد على موقع FEI (رابط بديل) (الإنجليزية)
- عبد القادر سعيد على موقع اللجنة الأولمبية الدولية (الإنجليزية)
- عبد القادر سعيد على موقع أوليمبيديا (الإنجليزية)